# Вилхелм Мах
Вилхелм Мах (на полски: Wilhelm Mach) е полски журналист, литературен критик, сценарист, поет и писател на произведения в жанра драма и документалистика.

## Биография и творчество
Вилхелм Мах е роден на 26 декември 1916 г. в Камионка край Ропчице, Подкарпатско войводство, Полша, в селското семейство на Винсенти Мах и Аполония от Бялков. Завършва началното си образование в Камионка, а основното в Ропчице. Учи в класическото общообразовантелно училище, където през 1928 г. дебютира с поемата „Jesień“ отпечатана в училищното списание „Przyczesność“ и разказа „Dawne zapusty“ публикуван в списание „Rola“. Продължава образованието си в гимназията „Владислав II Ягело“ в Дембица, която завършва през 1936 г. Там редактира училищното списание „U nas“. През 1938 г. завършва Държавната педагогика в Краков.
В продължение на една година отбива военната си служба и завършва Школата за пехотни офицери. В началото на Втората световна война воюва през септември в битките при Пшчина и Томашов Любелски в 6-а пехотна дивизия на армията „Краков“. По време на окупацията от германската армия живее със сестра си Бронислава в Сенджишов Малополски, а след това от 1941 г. в Краков, където е работи в социалното осигуряване. В Краков е активист от ъндърграунда и преподава на ученици от гимназията в подземията.
След войната учи полска филология във Факултета по хуманитарни науки на Краковския университет, който завършва през 1947 г.
Официалният му литературен дебют е с публикуването през 1945 г. на стихотворението „Далеч далеч“ в седмично списание „In inna“ и с разказа „Ръжда“ в седмичника „Odrodzenie“ (Възраждане). В периода 1945 – 1946 г. е част от литературната група „Различните младежи“. В периода 1945 – 1950 г. е секретар на редакцията на месечния „Twórczość“ в Краков. Публикува разкази и литературни рецензии, в „Odrodzień“ (1945 – 1947) и в „Dziennik Literacki“ (1947 – 1950).
През 1945 г. става член на Младежкия кръг към филиала на Съюзът на полските писатели в Краков. Става член на Съюза през 1948 г. В периода 1947 – 1948 г. е стипендиант на френското правителство в Париж. През 1950 г. се премества във Варшава заедно с редакцията на „Twórczośc“. Бил е литературен консултант на Дома на полската армия. През 1950 – 1958 г. е редактор на седмичника „Нова култура“. От 1958 г. е сценарист към филмовата група.
Сред най-добрите произведения на писателя са „Ръжда“, „Яворовият дом“, „Животът – големият и малкият“ и „Агнешка – дъщерята на Колумб“. В своите творби писателят се занимава главно с психологически проблеми и морални промени в разбирането на живота в полската провинция. Романът му „Планините край Черно море“ е експериментално прозаично произведение изследващо темата за собствената идентичност. Пише разкази, литературна критика и публицистични статии.
Вилхелм Мах умира внезапно на 2 юли 1965 г. във Варшава.
Посмъртно са публикувани сборникът му с разкази Квартална пролет (1978), Преживявания и случаи. Разкази, есета, доклади и колони 1945 – 1953 (1954), Литературни скици (1971).
На негово име е учредена литературна награда, която се присъжда ежегодно за най-добро първо литературно произведение.

## Произведения

### Самостоятелни романи
- Rdza (1950)
- Jaworowy dom (1954) – държавна награда на Полската народна република
Яворовият дом, изд.: „Народна култура“, София (1956), прев. Анастасия Ганчева-Зографова
- Życie duże i małe (1959) – награда на издателство „Лод“
Животът – големият и малкият, изд.: „Народна култура“, София (1960), прев. Ванда Смоховска-Петрова
- Góry nad czarnym morzem (1961)
- Agnieszka, córka Kolumba (1964) – държавна награда на Полската народна република
Агнешка – дъщерята на Колумб, изд.: „Народна култура“, София (1966), прев. Димитър Икономов

### Сборници
- Za kwadrans wiosna (1978)

### Сценарии
- Do widzenia, do jutra (1960) – със Збигнев Цибулски и Богомил Кобиела
- Agnieszka 46 (1964) – с Ждислав Сковронски

### Документалистика
- Doświadczenia i przypadki. Opowiadania, eseje, reportaże i felietony. 1945 – 1953 (1954)
- Szkice literackie (1971)

### Екранизации
- Do widzenia, do jutra (1960)
- Agnieszka 46 (1964)